# Príncipe de Vergara (metropolitana di Madrid)
Príncipe de Vergara è una stazione delle linee 2 e 9 della metropolitana di Madrid.
Si trova sotto all'intersezione tra Calle de Alcalá e calle del Príncipe de Vergara, nel distretto di Salamanca.

## Storia
La stazione fu aperta al pubblico il 14 giugno 1924 in corrispondenza dell'inaugurazione della linea 2 tra Sol e Ventas. I binari si trovano, a poca profondità, sotto alla Calle Alcalá, leggermente ad est rispetto all'incrocio con la calle del Príncipe de Vergara.
Durante la dittatura di Franco la stazione fu ribattezzata "General Mola" per poi recuperare il suo nome originale nel 1984.
Negli anni settanta incominciò la costruzione della linea 9 che però fu aperta al pubblico parecchio tempo dopo, ovvero il 24 febbraio 1986. I binari di questa linea si trovano a maggiore profondità e sotto alla calle del Príncipe de Vergara.

## Accessi
Ingresso Príncipe de Vergara
- Alcalá Calle de Alcalá, 123 (angolo con calle del Príncipe de Vergara)